# Жим ногами
Жим нога́ми — физическое упражнение, используемое в силовой тренировке, при котором выполняющий его выжимает вес отягощения силой ног в специальном тренажёре. Упражнение предназначено для укрепления мышц ног, особенно мышц бедра и ягодиц. В отличие от приседаний, это упражнение снимает нагрузку с поясницы и позвоночника, фиксируя спину упором в положении лёжа, но остаётся травмоопасным.
Жим ногами — базовое многосуставное упражнение, в котором участвуют тазобедренный, коленный и голеностопный суставы.

## Техника выполнения
В выполнении упражнения атлеты варьируют положение ступней (высоко или низко), утверждая, что таким образом можно избежать привыкания к весам и самому упражнению. Меняя положение стоп, можно изменять акцент нагрузки между квадрицепсами (четырёхглавыми) и ягодичными мышцами.
Примечание:в среднем человек должен поднимать 1,5-2 своих веса
В исходном положении ноги ставятся на ширине плеч на платформу, ступни немного развёрнуты наружу. При таком положении ног нагрузка распределяется равномерно, при более узком положении ног акцент нагрузки бедра переходит на его внешнюю часть (длинная головка), при более широкой — на внутреннюю (короткая головка). При более высокой постановке стоп нагрузка, распределяемая между квадрицепсом и ягодицами, переходит на вторые, при более низкой — на первые. Для проработки внутренней поверхности бёдер ступни ставятся носками наружу.
Расположившись на сиденье, спортсмен выжимает платформу ногами вверх, затем опускается фиксирующий платформу рычаг. Затем ноги в коленях сгибаются, платформа медленно опускается вниз, в конечном положении ноги в коленях должны образовывать прямой угол, колени почти упираются в грудь. Поясница должна постоянно касаться сиденья вместе с ягодицами, поэтому нельзя сгибать ноги на угол, при котором поясница начинает отрываться от сиденья, чтобы не увеличилась нагрузка на низ спины и не было риска травмы. Также угол не должен быть меньше прямого во избежание излишней опасной нагрузки на коленные суставы. Из нижней позиции вес выжимается ногами мощным подконтрольным усилием, не вовлекая в работу мышцы туловища, без отскока. Ноги в коленях не выпрямляются до конца, так как это вынуждает колени прогибаться в противоположную сторону и уменьшает нагрузку на квадрицепсы в верхней точке движения, а также может привести к травме коленных суставов.
В данном упражнении веса используются максимальные, однако запредельный вес может заставить нарушить технику выполнения, тогда упражнение теряет смысл.

## Рекорды
В сравнении с другими упражнениями, в жиме ногами возможна работа с очень большим весом. Есть видеозаписи, на которых бодибилдер Ронни Коулмэн выжимал 1024 кг на 8 раз. По некоторым данным при неполной амплитуде движения некоторые спортсмены могут выжать до 1363 кг.